# Piedecuesta (ort)
Piedecuesta är en ort i Colombia.   Den ligger i departementet Santander, i den centrala delen av landet, 290 km norr om huvudstaden Bogotá. Piedecuesta ligger 1 014 meter över havet och antalet invånare är 86 387.
Terrängen runt Piedecuesta är kuperad åt sydväst, men åt nordost är den bergig. Runt Piedecuesta är det glesbefolkat, med 13 invånare per kvadratkilometer. Närmaste större samhälle är Bucaramanga, 17,1 km nordväst om Piedecuesta. I omgivningarna runt Piedecuesta växer i huvudsak städsegrön lövskog.